# Null
Null er i programmering- og database-sammenhæng et udtryk for en værdi, der hverken er sand eller falsk, tom eller ikke defineret.